# 5-я отдельная тяжёлая механизированная бригада
5-я отдельная тяжёлая механизированная бригада (укр. 5-та окрема важка механізована бригада, сокр. 5 ОТМБр/5 отмехбр) — механизированное соединение Сухопутных войск Украины. Ранее 5-я отдельная танковая бригада (5-та окрема танкова бригада).

## История
Сформирована в 2016 году; в первый год своего существования бригада приняла участие в военных учениях на территории Херсонской области.
В апреле 2017 года были проведены бригадные тактические учения с боевой стрельбой 5 ОТБр в Черниговской области.
12 сентября 2018 года состоялись масштабные бригадные учения, где бригада также приняла участие.
До 2023 года бригада существовала де-факто только на бумаге. Комплектование бригады личным составом и техникой началось только в конце 2023 года. В 2024 году переформирована в тяжёлую механизированную.

## Вооружение
В конце 2023 — начале 2024 года бригада получила на вооружение танки Leopard 1A5 (2 батальона) и M-55S (1 батальон), ранее стоявшие на вооружении 67-й омехбр, оба танка с одинаковым орудием Royal Ordnance L7A3.

## Состав
- Управление бригады
- 1-й танковый батальон
- 2-й танковый батальон
- 1-й механизированный батальон
- 2-й механизированный батальон
- 1-й стрелковый батальон
- 2-й стрелковый батальон
- Артиллерийская группа
- Зенитный ракетно-артиллерийский дивизион
- Разведывательная рота
- Инженерно-сапёрный батальон
- Батальон материального обеспечения
- Батальон технического обслуживания
- Рота связи
- Радиолокационная рота
- Медицинская рота
- Рота РХБЗ[7]